# Ласниц-Мурау
Ласниц-Мурау (нем. Laßnitz bei Murau) — коммуна (нем. Gemeinde) в Австрии, в федеральной земле Штирия. 
Входит в состав округа Мурау.  Население составляет 1079 человек (на 31 декабря 2005 года). Занимает площадь 45,55 км². Официальный код  —  61408.

## Политическая ситуация
Бургомистр коммуны — Франц Гаснер (АНП) по результатам выборов 2005 года.
Совет представителей коммуны (нем. Gemeinderat) состоит из 15 мест.
- АНП занимает 11 мест.
- СДПА занимает 3 места.
- АПС занимает 1 место.